# وحدية

الهياكل الجبرية بين الانصهار والمجموعات

في الجبر المجرد، الوَحْدِيَّة أو وحيد العملية أو وحيد العنصر (بالإنجليزية: Monoid)‏ أو نقحرة: مونوئيد، بنية جبرية مزودة بعملية وحيدة تتصف بأنها تجميعية ولها عنصر حيادي . باختصار هي نصف زمرة وحدوية unital.

## اقرأ أيضاً
- جبر تجريدي